# Eucort

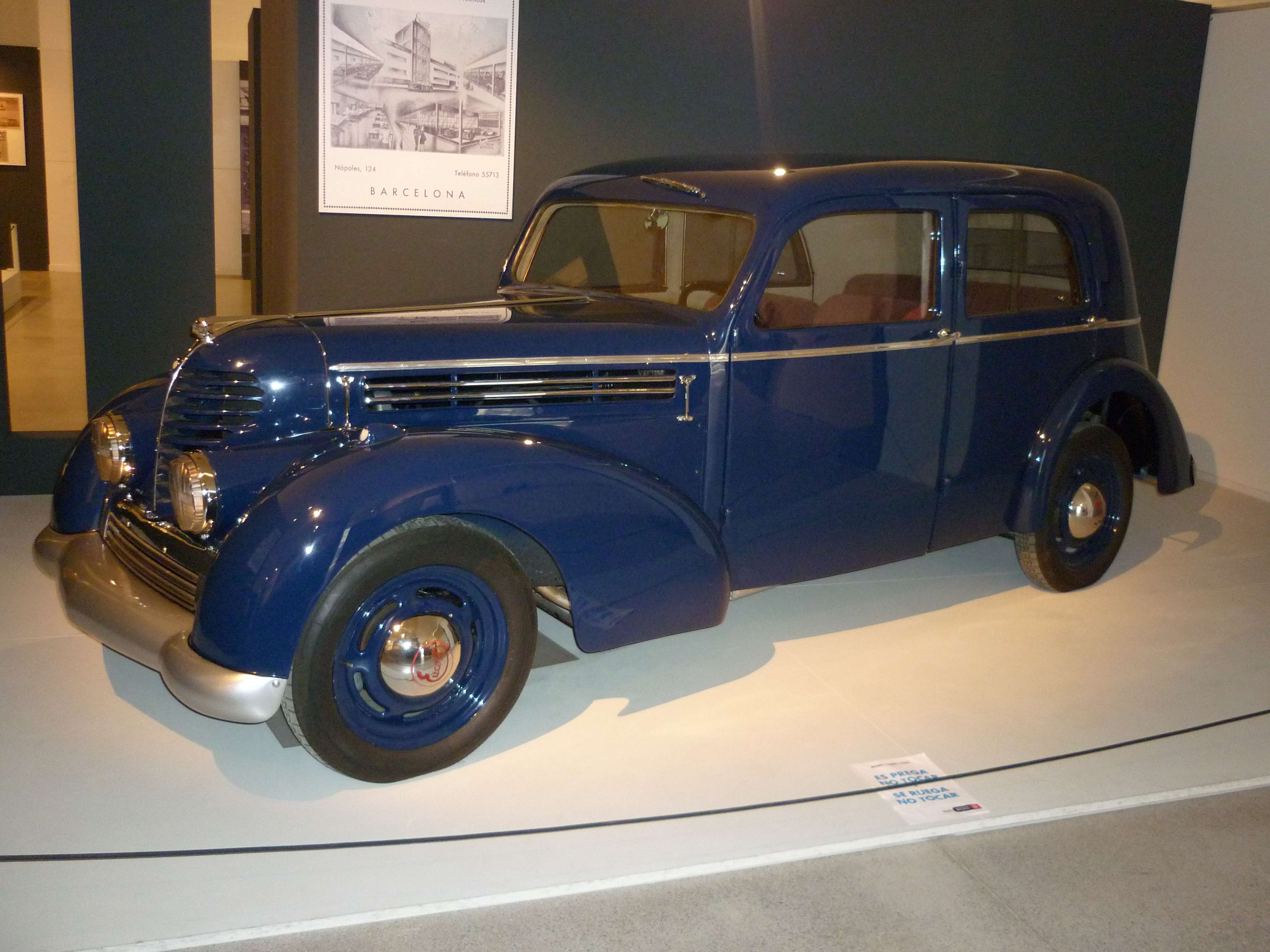
Eucort von 1947

Eucort war ein spanischer Hersteller von Automobilen.

## Unternehmensgeschichte
Das Unternehmen Automóviles Eusebio Cortés SA aus Barcelona begann 1945 mit der Produktion von Automobilen. 1953 wurde die Produktion nach etwa 1500 produzierten Exemplaren eingestellt.

## Fahrzeuge
Die Fahrzeuge ähnelten technisch den Modellen von DKW, da sie über Zweitaktmotoren und Frontantrieb verfügten. Zunächst kam ein Zweizylindermotor mit 750 cm³ Hubraum zum Einsatz, später ein Dreizylindermotor mit 1034 cm³ Hubraum, der 34 PS leistete. Es gab die Karosserieformen Cabriolet, Kombi und viertürige Limousine, die oftmals als Taxi eingesetzt wurde.
Ein Fahrzeug dieser Marke ist im Automuseum Collecció d’Automòbils de Salvador Claret in Sils zu besichtigen.